# Bitwa pod Abakaneum
Bitwa pod Abacaenum –bitwa stoczona w 393 roku p.n.e. nieopodal współczesnego sycylijskiego Abacano między siłami Kartaginy i Syrakuz.
W roku 393 p.n.e. Kartagińczycy wysłali na Sycylię armię dowodzoną przez Magona. Po jego stronie opowiedzieli się m.in. niechętni Grekom Sykulowie. Armia Magona ruszyła ku Messanie. Gdy obozowała pod Abacaenum, została zaatakowana i zwyciężona przez wojsko tyrana Syrakuz Dionizjosa.